# 诸大夫
诸大夫是指日本古代的官员阶层。
在最初的律令制下，诸大夫指的是仅次于公卿的官员，即拥有四位和五位官位的贵族（但被任命为参议的四位官员因其属于公卿而不在此列）。然而，在10世纪末至11世纪初的王朝国家时期，“诸大夫”逐渐演变为特指未获准升殿的四位、五位官员，即“地下人”，以区分被允许升殿的殿上人。王朝国家重视天皇与廷臣的个人关系，升殿许可成为了划分身份的关键（尽管未获准升殿的公卿，即“地下的君达/公达”地位仍高于诸大夫）。
这种区分方式使得天皇即位时可重新审定殿上人资格，部分官员可能回归到“诸大夫”身份。然而实际上，根据出身家格的不同，一些家系出身者仍被视为“君达”，如藤原北家中的摄家后裔及宇多源氏、醍醐源氏、村上源氏的四位、五位官员。这些人即便没有殿上人资格，也被视为将来可能晋升公卿的潜在候选者。同时，作为摄家家司（家臣）侍奉的家格人员，即便身为公卿或殿上人，也被摄家视为“诸大夫”。
10世纪至12世纪的王朝国家体制依赖此阶层的实务官人，其中许多人晋升至五位后被任命为地方国司的首官，即受领，负责地方统治，行使权力并积累财富。朝廷的实际行政管理由此阶层掌控。此外，王朝文学的推动者如清少纳言和紫式部等女官也出身于此阶层，显示了他们在文化上的重要贡献。同时，此时的上级武士阶层也作为武艺官人归属于该阶层，通过统领家人（即一般武士）来管理侍从武士的体系。
到了近世，公家中以亲王家和摄家的家司为诸大夫的代表，而在武家中，拥有五位官位的大名和旗本则被称为诸大夫，反映了该阶层在武士社会中的地位。